# Макухари-Хонго (станция)
Станция Макухари-Хонго (яп. 幕張本郷駅 макухари хонго эки) — железнодорожная станция на линиях Тюо-Собу и Тиба, расположенная в городе Тиба префектуры Тиба. Станция JR East была открыта 1 октября 1981 года. Станция Кэйсэй была открыта 7 августа 1991 года.

## Планировка станции

### JR East
Одна платформа островного типа и 2 пути.
| 1 | ■Линия Тюо-Собу | Ниси-Фунабаси, Кинситё, Акихабара, Синдзюку, Накано,Митака |
| 2 | ■Линия Тюо-Собу | Инагэ, Тиба                                                |

### Keisei
Одна платформа островного типа и 2 пути.
| 1 | ■Линия Тиба | Кэйсэй-Цуданума・Кэйсэй-Фунабаси・Кэйсэй-Такасаго・Ниппори・Кэйсэй-Уэно・■Линия Син-Кэйсэй Син-Цуданума・Кита-Нарасино・Мацудо |
| 2 | ■Линия Тиба | Кэйсэй-Тиба・Тиба-Тюо・Оморидай・Тихарадай                                                                                     |

## Близлежащие станции
| «               |  | Линия          |  | »               |
| --------------- |  | -------------- |  | --------------- |
| Цуданума        |  | Линия Тюо-Собу |  | Макухари        |
| Кэйсэй-Цуданума |  | Линия Тиба     |  | Кэйсэй-Макухари |